# Церковь Флора и Лавра на Зацепе
Храм иконы Божией Матери «Всех Скорбящих Радость» на Зацепе — приходской православный храм в районе Замоскворечье в Москве. Принадлежит к Москворецкому благочинию Московской епархии Русской православной церкви.
Храм известен также по названию одного из приделов как храм Святых Мучеников Флора и Лавра на Зацепе.

## История

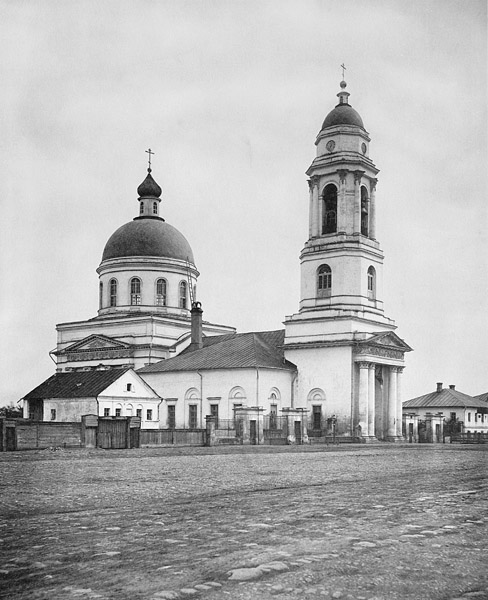
Зацепская площадь и храм Флора и Лавра на Зацепе. Фотография из альбома Николая Найдёнова, 1882 год

Первое упоминание храма датируется 1625 годом. Первоначально церковь с таким названием находилась в районе Полянки, где тогда находилась Ямская слобода. В 1593 году слобода была перенесена на Зацепу, и ямщики выстроили церковь с тем же именем, что и прежняя. В 1628 году главный престол церкви освятили в честь апостолов Петра и Павла, и в документах за этот год храм упоминался как церковь Апостолов Петра и Павла, с приделом Флора и Лавра, в Ямской Коломенской слободе. По документам 1739 года в храме, кроме центрального придела во имя Флора и Лавра, указан придел во имя Святителя Николая. Пожар 4 (15) ноября 1738 года полностью уничтожил постройку, и вместо неё было возведена временная церковь. Разрешение на постройку каменного храма было испрошено в начале 1739 года. В том же году строительство храма было завершено. Престола во имя Николая Чудотворца не стало, главным стал престол во имя иконы Божией Матери «Всех Скорбящих Радость». В 1835 году по проекту архитектора Ордерова (Орденова) в стиле ампир перестроены приделы, трапезная и колокольня, в 1861—1862 годах перестроен основной объём церкви. В 1909 году к храму добавлены западные пристройки.
С 1924 года в храм сносили утварь, иконы и святыни с закрывающихся Московских церквей, в том числе и из взорванного храма Христа Спасителя. В частности, известно, что после закрытия в 1931 году церкви Великомученицы Екатерины на Всполье икона святой Екатерины письма Алексея Андреева (1719 года) была перенесена в церковь Воскресения Словущего в Монетчиках, а оттуда — в церковь Флора и Лавра на Зацепе.
1 января 1933 года группа священнослужителей, включая Димитрия Розанова, и членов церковного совета арестована по обвинению в участии в «контрреволюционной группе церковников» и заключена в Бутырскую тюрьму. Отец Димитрий Розанов особым совещанием при Коллегии ОГПУ был приговорён к трём годам ссылки в Северный край. В 1937 году отец Димитрий был вновь арестован и расстрелян. Имя Димитрия Розанова включено в Собор новомучеников и исповедников Российских определением Священного синода от 6 октября 2001 года.
В 1937 году арестован и расстрелян бывший настоятель храма Николай Виноградов. До середины 1938 года службы в храме проходили лишь эпизодически. Во второй половине 1938 года храм официально закрыт и осквернён: здание передано под цех фабрики металлографических и граверных работ, возведены перегородки и три межэтажных перекрытия, настенные росписи закрашены и частично уничтожены. Разобрана главка над основным объёмом церкви. В 1957 году колокольню пытались взорвать, но основание устояло, разрушились только верхние ярусы. Вокруг храма было устроено трамвайное кольцо.
С 1960 года здание храма признано памятником архитектуры и поставлено под государственную охрану, однако его продолжали использовать под производственные цели. В 1978 году начались исследовательские и проектные работы по реставрации храма, в частности, к 1985 году создан проект восстановления колокольни и главки, однако воплощены в натуре эти работы в то время не были.

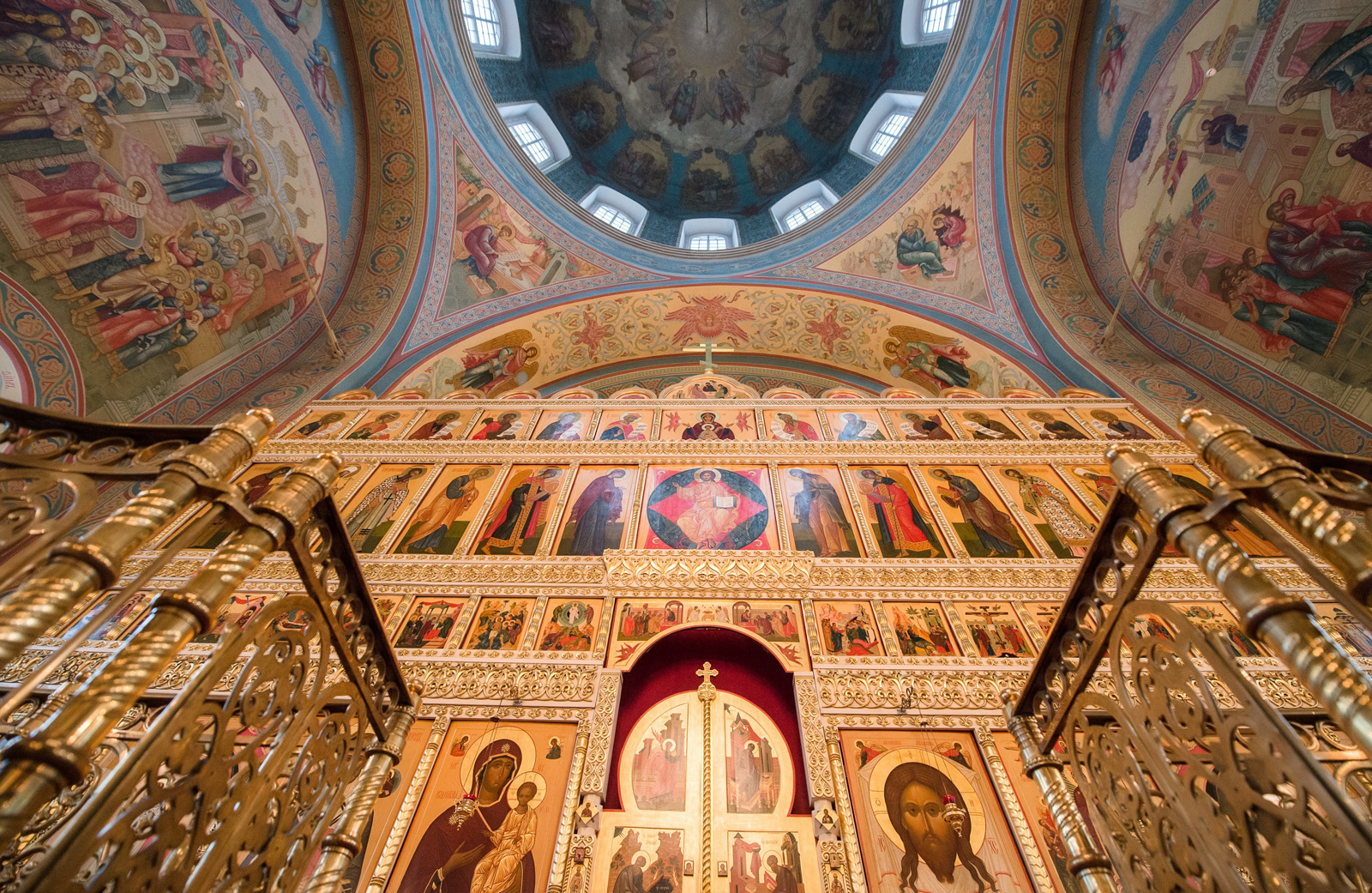
Подкупольное пространство и иконостас храма после реставрации

Решение о передаче храма Русской православной церкви было принято 8 января 1991 года. Для проведения богослужений был расчищен один из производственных цехов. На Пасху 6 апреля 1991 года состоялось первое богослужение. Окончательно производство было остановлено только к августу того же года из-за нарушения экологических и пожарных норм. Территория вокруг храма была очищена от алюминиевых отходов. Под алтарём придела святых мучеников Флора и Лавра было снято около 2 м земли: фабрика сливала отходы производства в отверстия под фундамент.
К 1997 году были восстановлены барабан и главка над куполом церкви и верхние ярусы колокольни, проведены некоторые другие реставрационные работы. Второй этап реставрации был проведён с 2010 по 2018 год, в 2015—2016 годах — с привлечением субсидий московского бюджета: на фасаде обновили главу, крест, световой барабан, ротонду, портики, северную и южную паперти (включая каменные ступени), воссоздали лепной декор и нанесли защитную штукатурку, воссоздали монументальную живопись, полностью утраченную в советский период. В куполе появилась уникальная система деревянных стропил, устроены гидро- и пароизоляция, а также утепление кирпичной кладки свода. В главном входе и притворе заменили большинство деревянных деталей, а в самом храме — деревянное покрытие пола на гранитные плиты.

## Духовенство
- Протоиерей Григорий Белоус — и. о. настоятеля храма
- Протоиерей Николай Коновалов
- Иерей Алексей Карпунин
- Протодиакон Сергей Сапронов[7].

С 1929 до 1933 год настоятелем храма был Николай Виноградов, расстрелянный в 1937 году на Бутовском полигоне, канонизированный в лике священномучеников Архиерейским собором Русской православной церкви 2000 года.

## Престолы
- Иконы Божией Матери «Всех скорбящих Радость»
- Апостолов Петра и Павла
- Мучеников Флора и Лавра